# Pseudocacoxenus lineatifrons
Pseudocacoxenus lineatifrons är en tvåvingeart som beskrevs av Oswald Duda 1925. Pseudocacoxenus lineatifrons ingår i släktet Pseudocacoxenus och familjen daggflugor.
Artens utbredningsområde är Costa Rica. Inga underarter finns listade i Catalogue of Life.